# گیلی (شخصیت)
گیلی (انگلیسی: Gilly) یک شخصیت خیالی در مجموعه داستان‌های خیالی-حماسی ترانه یخ و آتش اثر نویسندهٔ آمریکایی جرج آر. آر. مارتین و اقتباس تلویزیونی آن بازی تاج‌وتخت است.
او یک بربر است که در آنسوی دیوار در سرزمین‌های لم‌یزرع و سرد زندگی می‌کند و نخستین بار در رمان نبرد پادشاهان (۱۹۹۸) معرفی می‌شود و بعد در طوفان شمشیرها (۲۰۰۰)، ضیافتی برای کلاغ‌ها (۲۰۰۵) و رقصی با اژدهایان (۲۰۱۱) نیز ظاهر شد. او در کتاب منتشرنشدهٔ بادهای زمستان نیز حضور خواهد شد.
نقش این شخصیت خیالی را در مجموعهٔ تلویزیونی بازی تاج‌وتخت که محصول اچ‌بی‌او است، هانا موری ایفا می‌کند.

## ویژگی‌های کاراکتر
گیلی دختری بربر است. او دختر و همسر کراستر است و در اواخر سنین نوجوانی‌اش به سر می‌برد. چشمانی قهوه‌ای و هنگامی که نخستین بار در رمان معرفی می‌شود، حدود ۱۶–۱۵ سال سن دارد. شخصیت گیلی و کارهایی که انجام می‌دهد، بیشتر از نگاهِ دیگران و به‌ویژه سمول تارلی و جان اسنو مشاهده یا توصیف می‌شود.